# Rarotongai tengerilégykapó
A rarotongai tengerilégykapó vagy kakerori (Pomarea dimidiata) madarak (Aves) osztályának verébalakúak (Passeriformes) rendjébe, ezen belül a császárlégykapó-félék (Monarchidae) családjába tartozó faj.

## Előfordulása
A rarotongai tengerilégykapó a Cook-szigetekhez tartozó Rarotonga sziget endemikus madara.

## Megjelenése
Ez a madár azért különös, mivel növekedése során többször is átalakítja tollazatának színezetét. Például négy év alatt a rarotongai tengerilégykapó tollazatának a színezete a narancsszínűtől a szürkés-narancsszínűn át a tiszta szürkéig változik.

## Életmódja
Mivel nagyjából a ragadozó mentes óceáni, trópusi szigetek egyik lakója, a kakeori eléggé hosszú életű egy 22 grammos madárhoz képest; általában 7-9 évig él. A fiókák 85-89 százaléka válik felnőtté; ez a szám nagyjából megegyezik a pompás lantfarkúmadár (Menura novaehollandiae) és a selyemmadár (Ptilonorhynchus violaceus) túlélési rétéjéval, és körülbelül tízszer nagyobb, mint a holarktikus énekesmadarak esetében. A megfigyelés az 1980-as évektől folyik és 24 meggyűrűzött rarotongai tengerilégykapót vett igénybe. Ez a magas túlélési ráta, annak köszönhető, hogy a fiókákat a korábbi fészekaljból származó madarak is táplálják, illetve védelmezik.

## Szaporodása
A hímek már egyévesen ivarérettek, azonban csak négy év után szaporodnak. Egy fészekben általában 2 tojás van.

## Veszélyeztetettsége és védelme
A korábban gyakori madarat a szigetre behurcolt házi patkányok (Rattus rattus) és macskák (Felis silvestris catus) szinte teljesen kiirtották. A csendes-óceáni szigetek egyik legveszélyeztetettebb madarává vált az 1980-as évek közepére. De a patkányok kiirtásával és némi emberi segítséggel, a rarotongai tengerilégykapó állományok újból növekedésnek indultak. Mivel az egész faj csak a Rarotonga szigetre korlátozódik, egy erős trópusi ciklon az egész költőkolóniát megsemmisítheti abban az évben.

## Fordítás
- Ez a szócikk részben vagy egészben  a   Rarotonga Monarch című angol Wikipédia-szócikk ezen változatának fordításán alapul.  Az eredeti cikk szerkesztőit annak laptörténete sorolja fel. Ez a jelzés csupán a megfogalmazás eredetét és a szerzői jogokat jelzi, nem szolgál a cikkben szereplő információk forrásmegjelöléseként.